# إذاعة الجيش الإسرائيلي

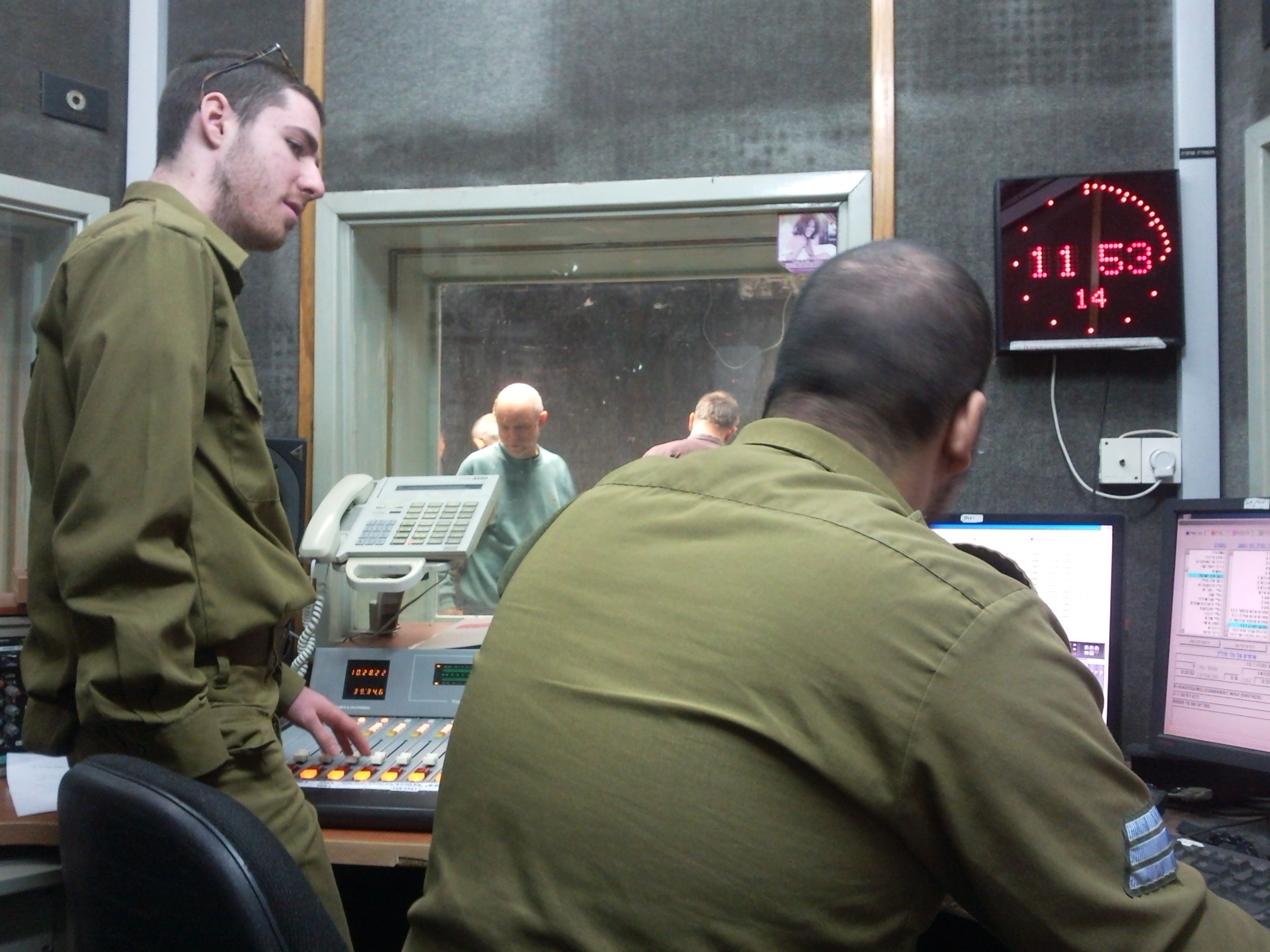
أحد اقسام الاذاعة

غاليه تساهل أو إذاعة الجيش الإسرائيلي (بالعبرية: גלי צה«ל، وكثيرا ما يختصر الاسم إلى» غالاتس" גל"צ) هي شبكة الإذاعة التابعة للجيش الإسرائيلي. هذه الشبكة تشمل محطتي راديو تبثان بالعبرية على موجات AM وFM إلى كافة أنحاء إسرائيل. كذلك يمكن استقبال المحطتين في الضفة الغربية، قطاع غزة، الأردن، الجنوب اللبناني وشرقي شبه جزيرة السيناء. مقر الإذاعة في مدينة يافا، وإرسالها يستمر على مدار الساعة في 03 يونيو 2018 أعلن وزير الدفاع الإسرائيلي نيته نقل المحطة إلى القدس وذلك بعد 60 عام من بثها في يافا.
بالرغم من اسمها وانتمائها إلى إدارة الجيش الإسرائيلي، فغاليه تساهل تعتبر وسيلة اعلام ليبرالية فتتعرض لكثير من الانتقادات، خصوصا من جانب اليمين الإسرائيلي. جزء كبير من مذيعيها هم من المدنيين. أغلبية برامجها مستهدفة لعموم الجمهور الإسرائيلي وليس للجنود فقط. من ناحية إدارية تشكل هيئة الإذاعة دائرة عسكرية خاصة ولا تخضع لتعليمات الناطق بلسان الجيش. مدير هيئة الإذاعة يحمل لقب «قائد غاليه تساهل» ويكون قائدا عسكريا بنسبة للجنود العاملين فيها أو مديرا عاما بنسبة للمذيعين المدنيين. تكون وزارة الدفاع الإسرائيلية المسؤولة عن تمويل الشبكة الإذاعية ولكن جزء من ميزانيتها يؤخد من وزارة المواصلات (إذ تبث الإذاعة معلومات للسواق) وكذلك يسمح للإذاعة بث الإعلانات بشكل محدود (لا يسمح بث إعلانات تجارية ولكن يمكن بث إعلانات من قبل جمعيات واتحادات جماهيرية).
تبث المحطة الرئيسية لإذاعة الجيش الإسرائيلي الأخبار، التعليقات السياسية والاقتصادية، المقابلات الصحافية، برامج تعليمية (بتعاون مع جامعات إسرائيلية)، وبرامج لتسلية الجنود أو للاتصال بينهم وبين عائلتهم. أما المحطة الثنوية فتتركز في بث الموسيقى ومعلومات عن حركة السير ونصائح للسواق.

## التاريخ
بدأ إرسال إذاعة الجيش الإسرائيلي في 24 سبتمبر 1950 كمواصلة لإرسال محطة الراديو التابعة لمنظمة الهاجناه العسكرية التي تأسس الجيش الإسرائيلي على أكتافها. في 1956 سن الكنيست الإسرائيلي قانون «سلطة البث» الذي نص على إقامة نظام بث إسرائيلي على شكل بي بي سي، نظام البث البريطاني. حسب هذا القانون يعين وزير الدفاع قائدا لإذاعة الجيش بشكل مباشر ويحدد المواضيع العسكرية التي تتناولها برامج الإذاعة. يحق لإذاعة الجيش بث برامج بمواضيع أخرى إذا تلقى موافقة من سلطة البث المدنية. بالفعل، يتناول معظم برامج إذاعة الجيش مواضيع غير عسكرية، وموافقة سلطة البث على هذه البرامج تعطى بشكل تلقائي، إذ تتنافس المؤسستان وتفضل عدم التدخل في شؤون غيرها.
في العقدين الأولين بعد تأسيسها كانت إذاعة الجيش الإسرائيلي محطة صغيرة بثت موسيقى خفيفة وسلامات من الجنود لعائلاتهم. بعد حرب 1967 تسلمت الإذاعة العتاد الذي صادره الجيش الإسرائيلي من إذاعة القدس العربية بعد احتلاله لمدينة رام الله حيث تواجد مقر محطة الراديو الأردنية. أمكن هذا العتاد إذاعة الجيش الإسرائيلي من ترقية البث وتوسيعه. تغيرت طبيعة الإذاعة بشكل كبير إثر حرب 1973، حيث بدأ إرسال الأخبار والتعليقات على مدار الساعة مرافقة ببرامج موسيقية وتسلوية كخدمة لجنود الاحتياط الكثيرين الذين كانوا مجندين لفترة طويلة نسبيا. ولكن هذه الصيغة الجديدة لإذاعة الجيش الإسرائيلي استمرت حتى بعد نهاية الحرب، وبالتالي زاد عدد المستمعين المدنيين للإذاعة.